# 小行星11588
小行星11588（11588 Gottfriedkeller）是一颗绕太阳运转的小行星，为主小行星带小行星。该小行星于1994年10月28日发现。

## 轨道参数
小行星11588的轨道半长轴为3.1861794 UA，离心率为0.161。